# ヌーベルシノワ
ヌーベルシノワ（nouvelle chinois）とは、「新しい中華料理」のことを指す造語。ただしフランス語としては誤った表現とされる（後述）。

## 概要
ヌーベルシノワは、西洋の食材を中華の技法で調理したり、フランス料理のように洋風の食器に料理を盛り付けコース料理のようにして1品ずつ提供した中華料理を指す。新しいフランス料理「ヌーベルキュイジーヌ」の流行に影響を受け、1980年代に香港で始まった。伝統的な中華料理よりも油脂の使用を減らし、素材の持ち味を活かす日本料理やフランス料理の技法を取り入れたため、健康志向の消費者に受け入れられた。香港にかつてあったホテル、ハイアットリージェンシーに入っていた凱悦軒の総料理長であった周中が第一人者として知られている。1990年代に日本、中国を中心に流行した。一般的には銘々皿にとり盛り付けに気を使った中華料理ととらえられている。

## 名称
ヌーベル（nouvelle）は「新しい」を示す形容詞の女性形であり、シノワ（chinois）は「中国の」を表す形容詞の男性形あるいは「中国人の男性」を示す名詞であるので、性別がちぐはぐなうえ、料理を示す言葉が入っておらず、「新しい中華料理」とは訳せない。正しくはヌーヴェル・キュイジーヌ・シノワーズ（nouvelle cuisine chinoise）と呼ばれるべきであろう。